# De Bund
De Bund is een gemeentelijk monument aan de Soesterbergsestraat 114 in de gemeente Soest in de provincie Utrecht.
Het met rietgedekte huis staat op de hoek Soesterbergsestraat-Heideweg. De naam verwijst naar het bouwjaar 1920, toen het een van de eerste woningen in deze omgeving was en het huis werd gebouwd op een bunder grond. Het wat overhoeks geplaatste huis werd gebouwd onder architectuur van C. Koning uit Hilversum. Het is opgetrokken uit overnaadse geteerde planken. Het overstekend dak bestaat uit meerdere afgewolfde zadeldaken. Deze daken hebben verschillende nokhoogtes. Boven de dakkappel aan de voorzijde is een uilenbordvenster geplaatst. Er zijn erkers aan de voorzijde en de linkerzijde gebouwd. De toegangsdeur met glas in lood bevindt zich in de rechtergevel. Ook op de verdieping zijn glas-in-loodvensters gebruikt.